# Jürgen Lodemann
Jürgen Lodemann (* 28. März 1936 in Essen) ist ein deutscher Schriftsteller und Fernsehjournalist. 1975 rief er als Literaturredakteur des Südwestfunks eine von Literaturkritikern ermittelte Bestenliste ins Leben, die seitdem eine qualitative Alternative zu den kommerziellen Bestsellerlisten bildet. Schwerpunkte seiner Publikationen sind Romane, die im Ruhrgebiet oder in Irland spielen, Opernliteratur, vor allem über Albert Lortzing und den Nibelungenstoff, sowie Reise-Reportagen.

## Leben
Jürgen Lodemann wurde als dritter Sohn des Diplom-Ingenieurs Friedrich Lodemann (1894–1973) und dessen Frau Elfriede Siegmann geboren und wuchs in Essen auf. Von 1947 bis 1956 besuchte er das naturwissenschaftlich-mathematisch ausgerichtete Helmholtz-Gymnasium Essen. Nach dem Abitur studierte er von 1956 bis 1962 Philosophie, naturwissenschaftliche Geografie und Germanistik an der Albert-Ludwigs-Universität Freiburg. Promoviert wurde er 1961 mit dem Thema Deutsche Bürgerlichkeit. Lortzing und seine Spielopern, einer Arbeit über den bei der Märzrevolution mitwirkenden Komponisten und Librettisten Albert Lortzing. 1962 legte er das Staatsexamen für das Lehramt an Höheren Schulen ab.
Lodemann volontierte bei den Zeitungen „Die Welt“ und „Welt am Sonntag“ in Essen, Hamburg und Berlin. Ab 1964 war er freier Mitarbeiter im Bereich Kultur des Fernsehens des Südwestfunks, 1965 wurde er Redakteur beim selben Sender und produzierte zahlreiche filmische Fernsehdokumentationen. Zugleich arbeitete er als freier Mitarbeiter bei der Zeit, FR, FAZ und später taz. Von 1972 bis 1982 leitete er als Moderator und Redakteur die Literatursendung Literaturmagazin im Südwestfunk und von 1983 bis 1988 das Literaturmagazin Café Größenwahn. 1975 initiierte er als Alternative zu den kommerziellen Bestsellerlisten die SWR-Bestenliste, eine monatliche Empfehlungsliste für die aktuell veröffentlichte Belletristik mit einer 35-köpfigen Jury von Literaturkritikern. Nachdem er sich aus gesundheitlichen Gründen von der Moderations- und Redaktionsarbeit zurückgezogen hatte, arbeitete er weiterhin als Schriftsteller.
Jürgen Lodemann ist Mitglied des Verbandes Deutscher Schriftsteller, war von 1983 bis 1984 Stellvertreter des Bundesvorsitzenden Bernt Engelmann und von 2007 bis 2009 Vorsitzender des Landesverbandes in Baden-Württemberg. Seit 1978 ist er Mitglied des PEN-Zentrums Deutschland. Er lebt in Freiburg im Breisgau.

## Publikationen
- Deutsche Bürgerlichkeit. Lortzing und seine Spielopern. Dissertation in der Philosophischen Fakultät der Universität Freiburg 1962.
- Begegnung mit dem Ruhrgebiet. Bild-Textband mit Otto Steinert. Düsseldorf 1967.
- Erinnerungen in der Zornigen Ameise an Geburt, Leben, Ansichten und Ende der Anita Drögemöller und Die Ruhe an der Ruhr. Roman, Zürich 1975; Klartext, Essen 2007, ISBN 978-3-89861-696-6.
- Lynch und das Glück im Mittelalter. Irland-Roman, Zürich 1976.
- Phantastisches Plastikland und rollendes Familienhaus. USA-Reise, Zürich 1977.
- Im Deutschen Urwald. Erzählungen, Essays, Gedichte. Zürich 1978.
- Der Gemüsekrieg. Kinderroman, Stuttgart 1979.
- Ahnsberch. Volksstück über die Räuber an der Ruhr. Bochum 1980. (In: Theater heute, 1980, Nr. 5)
- Der Solljunge oder Ich unter den Anderen. Autobiographischer Roman, Zürich 1982.
- Eigensinn. Erzählung, Pforzheim 1983.
- Der Jahrtausendflug. Reisebericht vom Mars. K. Thienemanns Verlag, Stuttgart 1983.
- Luft und Liebe. Erzählungen, Zürich 1984.
- Schwarzwald. – mit Eduardo Cebrián –, München [u. a.] 1984.
- Siegfried. Jugendbuch, Stuttgart 1986.
- Der Beistrich oder Katharina Botticelli in Gelsenkirchen-Bulmke. Bühnenstück, Essen 1987.
- Essen, Viehofer Platz oder Langensiepens Ende. Roman. Diogenes, Zürich 1988, ISBN 3-257-21613-0.
- Die Bagdadbahn. Geschichte und Gegenwart einer berühmten Eisenbahnlinie. Mit Manfred Pohl, Hase & Koehler, Mainz 1988, ISBN 3-7758-1189-3.
- Hucke Bums und Frauke Butt. Thienemann, Stuttgart 1990, ISBN 3-522-42800-5, Kinderbuch, Inhalt vom BSZ.
- Mit der Bagdadbahn durch unbekannte Türkei. Ein Filmtagebuch. Edition Isele, Eggingen 1990, ISBN 3-925016-62-7.
- Alles wird gut. Roman. Edition G. Braun, Karlsruhe 1991, ISBN 3-7650-8093-4.
- Die Närrin mit der Hacke. Hörspiel vom wilhelminischen Eisenbahnbau in Richtung Asien, SWF 1991.
- Kulturkampf Endrunde oder Arbeitslos, aber voll verkabelt. Medien-Pamphlet. Edition Isele, Eggingen 1991.
- Nordrhein-Westfalen. Mit Johannes Rau und Herbert Somplatzki, München 1992.
- Amerika überm Abgrund. Erdbebenland Kalifornien. Ein Filmtagebuch. Edition Isele, Eggingen 1992, ISBN 3-925016-89-9.
- Der Mord. Das wahre Volksbuch von den Deutschen. Büchergilde Gutenberg, Frankfurt am Main 1995, 555 S., ISBN 3-7632-4317-8 (über Siegfried; nur für Mitglieder der Büchergilde).
- Meine Medien-Memoiren. Baden-Baden als Arbeitsplatz. Edition Isele, Eggingen 1996, ISBN 3-86142-071-6.
- Muttermord. Roman. Steidl, Göttingen 1998, ISBN 3-88243-605-0.
- 1848 und Regina. Eine deutsche Parallel-Chronik in Dokumenten. Hrsg. von Schillertheater NRW, Musiktheater Gelsenkirchen, Gelsenkirchen 1998.
- Lortzing. Leben und Werk des dichtenden, komponierenden und singenden Publikumslieblings, Familienvaters und komisch tragischen Spielopernweltmeisters aus Berlin. Steidl, Göttingen 2000, ISBN 3-88243-733-2.
- Siegfried und Krimhild. Roman. Klett-Cotta, Stuttgart 2002, 886 S., ISBN 3-608-93548-7.
- Siegfried und Krimhild. Die Nibelungen. Roman. Dt. Taschenbuch-Verlag, München 2005, 889 S., ISBN 3-423-13359-7.
- Oper – o reiner Unsinn: Albert Lortzing, Opernmacher. Edition Wuz, Freiberg am Neckar 2005.
- Nora und die Gewalt- und Liebessachen. Roman. Assoverlag, Oberhausen 2006, ISBN 3-938834-05-6.
- Paradies, irisch. Roman. Klöpfer & Meyer, Tübingen 2008, ISBN 978-3-940086-21-1.
- Der Große Irrtum. Die Erinnerungen des NSDAP-Mannes Friedrich Lodemann. Mit einem Nachwort von Harald Welzer. berlin university press, Berlin 2009, ISBN 978-3-940432-48-3.
- Salamander. Ein Roman. Klöpfer & Meyer, Tübingen 2011, ISBN 978-3-86351-013-8.
- Fessenheim. Novelle. Klöpfer & Meyer, Tübingen 2013, ISBN 978-3-86351-057-2.
- Siegfried. Die reale Geschichte. 33 Szenen. Klöpfer & Meyer, Tübingen 2015, ISBN 978-3-86351-251-4.
- Der große KaWumm in Ruhrgebietchen – was deine Kinder an dir lieben und was nicht. Henselowsky Boschmann Verlag, Bottrop 2018, ISBN 978-3-942094-80-1
- Mars an Erde. Beschreibung eines Planeten. Roman. Klöpfer Narr Verlag, Tübingen 2020, ISBN 978-3-7496-1022-8.

## Filmografie
- Im Wartesaal der Liedermacher. 1969, u. a. mit Dieter Süverkrüp, Degenhardt, Hüsch, Hohler, Schwendter, Mey, Mossmann, Wader, Insterburg. Sechs Folgen für den SWF.
- Heimatromane. Der Krimi. Frauenromane. Je 45 Minuten „Trivial“-Literatur, szenisch, 1971
- À la Rossini. Interview mit Schopenhauer, Gert Westphal als Schopenhauer, 21 Min., 1975
- Anita Drögemöller und die Ruhe an der Ruhr Kriminalfilm, 87 Min., 1976, als Drehbuchautor
- Letzte Interviews. Mit Erich Fromm, Peter Weiss, Heinrich Böll, Erich Fried. Je 60 Min, 1980, 1981, 1983, 1985
- Im Steintal. Über Lenz, Büchner, Oberlin, Goethe, Gott und die Germanisten. Dokumentarfilm, 45 Min., 1982
- Die Hauptstraße. Essens Kettwiger. Dokumentarfilm, 45 Min., 1984
- Borbecker Jungens. Warum Ernst Schmidt andere Geschichten erzählt. Dokumentarfilm, 45 Min., 1985
- Regina. Die ignorierte Oper aus dem Jahr 1848. 60 Min., 1987 (Sonderausgabe des Café Größenwahn)
- Der Mann mit dem Tanzschritt oder Der Gaukler als Arbeiter. Hansgünther Heyme in Essen. Dokumentarfilm, 57 Min., 1987
- Die Bagdadbahn. Zugfahrt durch unbekannte Türkei. Dokumentarfilm, 60 Min., 1987
- Columbus: Wir haben in Galway Bemerkenswertes gesehen. Irische Geschichten. Dokumentarfilm, 90 Min., 1988
- Uns fragt ja keiner mehr. Alte im Ruhrrevier. Dokumentarfilm, 45 Min., 1989
- Altlasten. Vom Verschwinden einer Arbeitswelt. Dokumentarfilm, 45 Min., 1989
- Überm Abgrund. Erdbebenland Kalifornien. Dokumentarfilm, 90 Min., 1989
- Samothrake. Die Insel am Anfang von Europa. Dokumentarfilm, 45 Min., 1990
- Casus Belli à la Meyerbeer. G. G. Bellis römische Sonette. Magazinbeitrag, 13 Min., 1991
- Spiegelgasse Zürich. Lenin, Dada, Büchner. Dokumentarfilm, 45 Min., 1991
- Alexandria. Die dreifach Versunkene. Dokumentarfilm, 45 Min., 1991
- Klumpehenner oder Die badische Revolution. Magazinbeitrag, SWF, 1991
- Izmir. Oder: Flieg mich zum Mond. Dokumentarfilm, 45 Min., 1992
- Sieben Zwerge Salem. Eine andere Drogentherapie. Dokumentarfilm, 30 Min., 1992
- Bornholm. 45 Min., Filmporträt für die SWF-Reihe Inseln, 1993
- Desert Wind. Bahnfahrt über die Rocky Mountains nach Salt Lake City. Dokumentarfilm für arte, 90 Min., 1993
- Rheinfahrt. Von Schaffhausen zum Drachenfels. Dokumentarfilm, 90 Min., 1993
- Der Mann mit der Maske. Fernsehfilm, 197 Min., 1994, Darsteller Prof. Dr. Keller
- Juist. Zauberland vor Deutschland. Dokumentarfilm für die Reihe Inseln, 45 Min., 1994
- Eroica Place Kléber Strasbourg. Dokumentarfilm für France 3, 60 Min., 1994

## Herausgeberschaften
- Die besten Bücher der Bestenliste des SWF-Literaturmagazins. Frankfurt am Main 1981
- Das sollten Sie lesen. Frankfurt am Main 1982
- Geschichten aus dem Schwarzwald. Zürich 1985
- Die besten Bücher. 20 Jahre Empfehlungen der deutschsprachigen Literaturkritik. Die „Bestenliste“ des Südwestfunks. Suhrkamp, Frankfurt am Main 1995, ISBN 3-518-38992-0.
- Schwarzwaldgeschichten. Klöpfer & Meyer, Tübingen 2007, ISBN 978-3-940086-77-8.

## Auszeichnungen (Auswahl)
- 1977: Alfred-Kerr-Preis für Literaturkritik
- 1986: Essener Dramatikerpreis
- 1987: Literaturpreis Ruhrgebiet
- 2002: Phantastik-Preis der Stadt Wetzlar
- 2002: Literaturpreis der Stadt Stuttgart
- 2008: poet in residence an der Universität Duisburg-Essen.